# معسكر اعتقال ماوتهاوزن

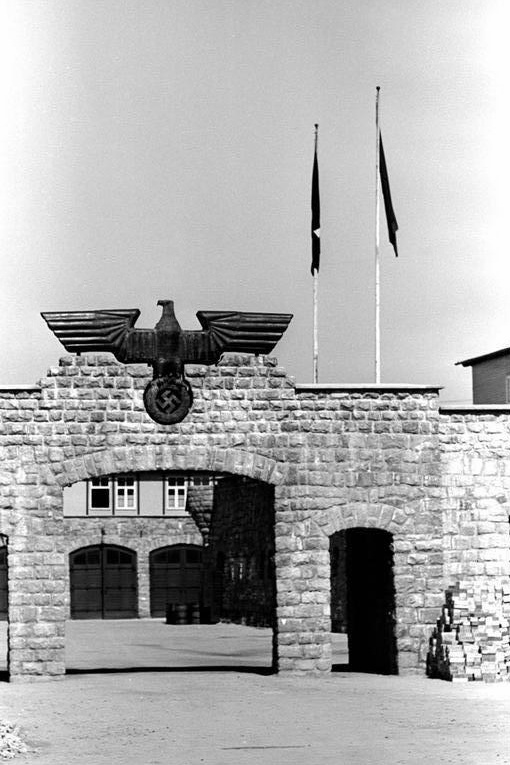
بوابة معسكر اعتقال ماوتهاوزن في شمال النمسا

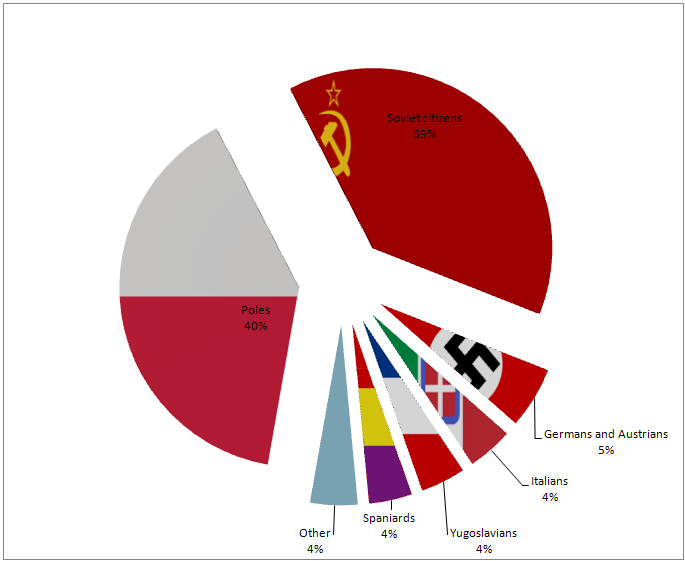
احصائيات عدد السجناء المتوفين حسب الجنسية ، وتظهر الأغلب الاتحاد السوفيتي وبولندا ثم ألمانيا النازية وإيطاليا ويوغسلافيا وجنسيات أخرى

معسكر اعتقال ماوتهاوزن هو معسكر اعتقال بني عام 1940م في النمسا العليا، جاءت القوات الأمريكية عام 1945م، وقامت بتحرير السجناء ممن تبقوا على قيد الحياة.

## صور

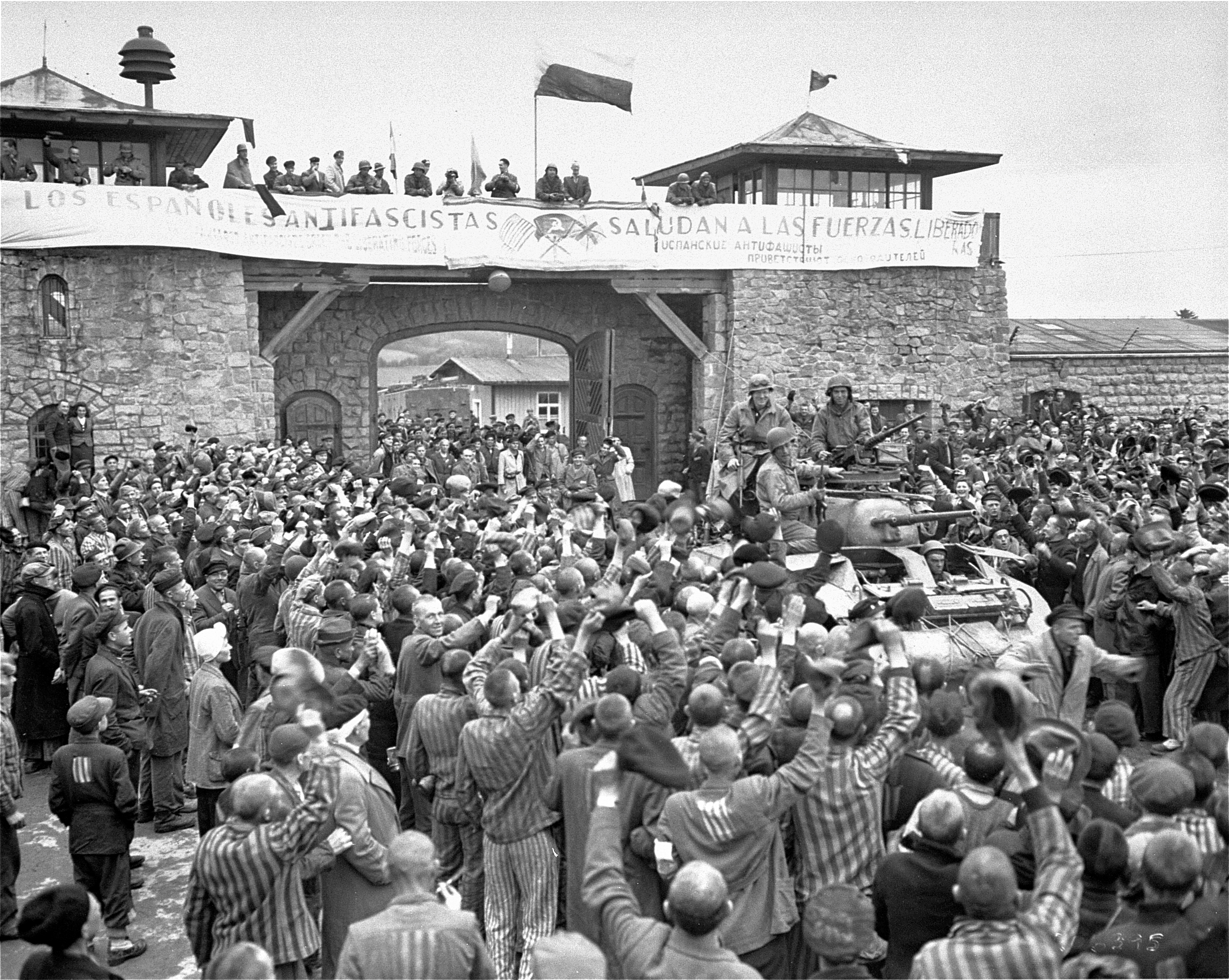
دخول القوات الأمريكية لتحرير السجناء في معسكر ماوتهاوزن
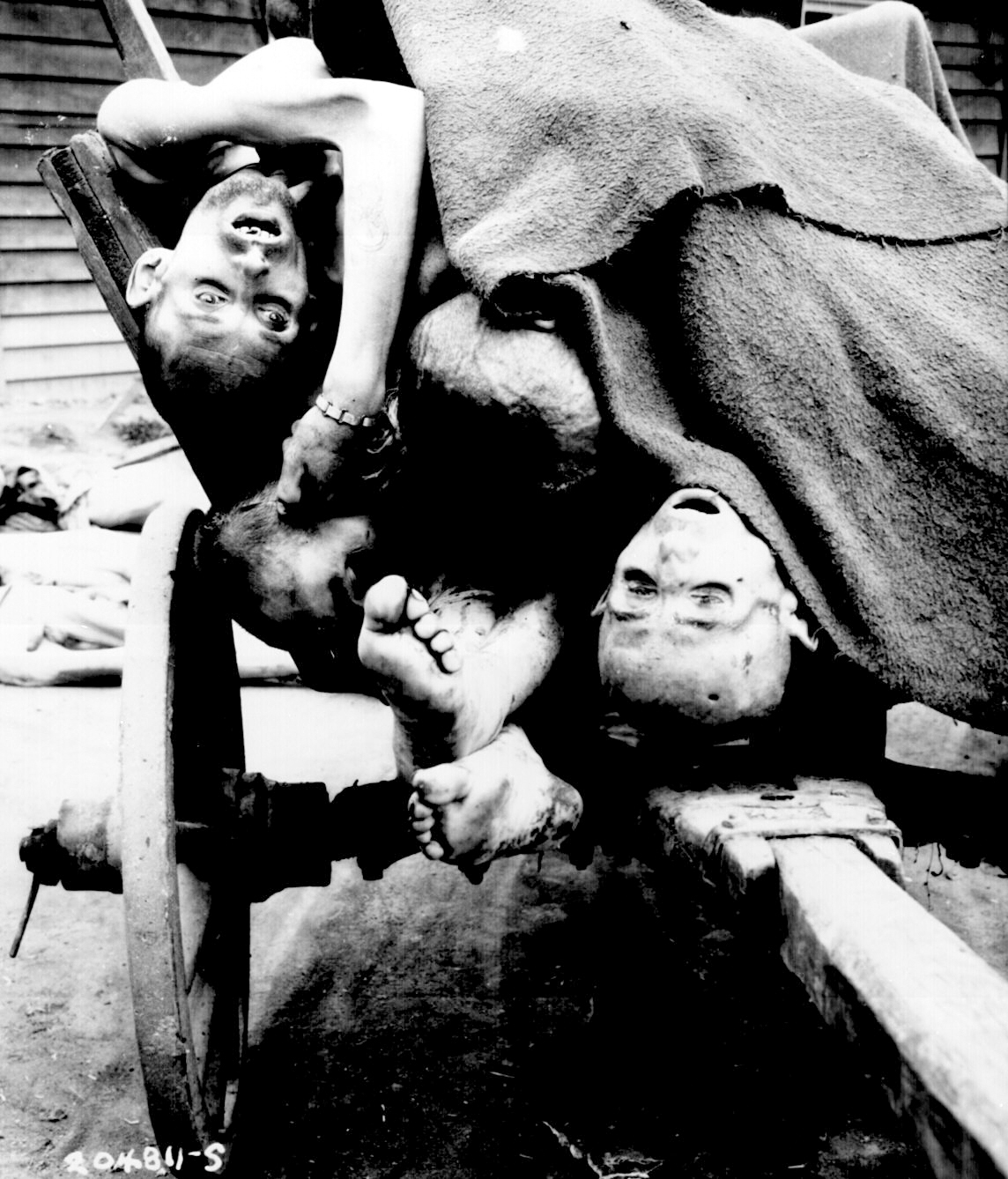
ضحايا المدنيين الألمان بعد دخول القوات الأمريكية لمعسكر الإعتقال

## أعلام
- جوزيف مورتون
- لورينزو فيتريا
- جانوس غاراي
- تشارلز جونز
- ستيفان ماير

## وصلات خارجية
- Voices on Antisemitism Interview with Rex Bloomstein from the U.S. Holocaust Memorial Museum
- Holocaust Online نسخة محفوظة 7 مارس 2009 على موقع واي باك مشين.
- Mauthausen Memorial
- Mauthausen-Synopsis Shoaheducation.com
- KZ Gusen Memorial Committee
- Audiowalk Gusen
- Map of the Mauthausen-Gusen complex (خرائط جوجل)
- USHMM متحف ذكرى الهولوكوست بالولايات المتحدة contains more than 500 pictures of Mauthausen-Gusen
- remember.org
- The community of former Russian prisoners of Mauthausen concentration camp
- Interviews with American servicemen imprisoned at Mauthausen